# Calcio a 5 in Svizzera
Il calcio a 5 in Svizzera sta assumendo una forte attrattività soprattutto poiché disputato nella pausa invernale del campionato svizzero di calcio. Nel paese ci sono 68 club in attività. Il calcio iniziò a diffondesi in Svizzera negli anni 2000, il primo campionato non ufficiale si disputò nel 2005 e solamente nel 2007 fu istituito il primo torneo ufficiale sotto l'egida dell'Associazione Svizzera di Football.

## I campionati

### Maschile
Il campionato svizzero di calcio è suddiviso in 3 livelli. La Swiss Futsal Premier League è il massimo livello professionistico, seguito dalla Lega Nazionale A. Successivamente c'è il terzo e ultimo livello, la Lega Nazionale B.
Questo sistema è stato introdotto nel 2012: l'unica differenza rispetto a quello precedente è l'istituzione della massima serie Swiss Futsal Premier League, che prima non c'era.

## Le coppe nazionali ed internazionali

### Maschile
Sebbene un torneo sperimentale fu organizzato già nella stagione 2005-2006, la coppa nazionale è stata istituita ufficialmente solamente nella stagione 2022-2023.

## Le nazionali
La Nazionale di calcio a 5 della Svizzera ha giocato la sua prima partita internazionale nel 2006 contro la Malta vincendo per 6-4. La squadra non ha mai partecipato ai campionati mondiali e ai campionato europei.